# Thiasophila angulata

Thiasophila angulata  (лат.) — вид мирмекофильных коротконадкрылых жуков рода Thiasophila из подсемейства Aleocharinae (триба Oxypodini). Евразия.

## Распространение
Евразия: Европа, Сибирь, Казахстан, Узбекистан.

## Описание
Мелкие коротконадкрылые жуки коричневого цвета, длина тела от 1,9 до 4,3 мм. Мирмекофильные насекомые, обитающие в гнёздах муравьёв разных видов из двух родов (формика и лазиус): Formica aquilonia, Formica lugubris, Formica polyctena, Formica pratensis, Formica rufa, Formica sanguinea, Formica uralensis, Lasius brunneus, Lasius fuliginosus (Päivinen et al. 2002, 2003), Formica truncorum (Staniec & Zagaja 2008). Также найден в лесном подстилочном слое (Tenenbaum 1913) и на песчаных дюнах (Wolender & Zych 2007).
Вместе с примерно 15 видами (например, китайским Thiasophila kaszabi Zerche, 1987, тайваньским Thiasophila pexa Motschulsky, 1860, Thiasophila canaliculata Mulsant & Rey, 1784, Thiasophila inquilina (Märkel, 1842), Thiasophila wockei (Schneider, 1862), а также другими, известными из США, Колумбии и Японии) образует род Thiasophila Kraatz, 1856. Вид был впервые описан немецким энтомологом Вильгельмом Фердинандом Эрихсоном (1809—1848).